# مارکو پولو (فیلم ۲۰۰۷)
مارکوپولو (به انگلیسی: Marco Polo) یک تله‌فیلم ماجراجویی و درام تاریخی آمریکایی محصول سال ۲۰۰۷ به کارگردانی کوین کانر با بازی ایان سامرهلدر، بی‌دی ونگ و برایان دنهی است.

## داستان
در قرن سیزدهم، مارکو پولو، یک تاجر ونیزی، در زندان جنوا، روزهای جوانی خود را در چین برای زندانی دیگری که در حال مرگ است بازگو می‌کند. او ماجراهای خارق‌العاده‌اش، رسیدن به فرمانداری در دربار قوبلای خان در مغولستان، عشقش به یک صیغه ربوده شده و فرارش به عنوان یک مرد ثروتمند به ایتالیا را به یاد می‌آورد.